# Nur fort
Nur fort (Partons maintenant !)  est une polka rapide de Johann Strauss II (op. 383). L'œuvre est créée le 2 mars 1879 dans la salle de concert de la Musikverein à Vienne.

## Histoire
La polka est composée sur la base de motifs de l'opérette infructueuse Blindekuh (de). L'œuvre rejoint ainsi une série de compositions (opus numéros 381, 382, 384 et 385 ) qui reprennent tous les thèmes de cette opérette. Dans cette pièce, le compositeur adapte la mélodie Nur fort, nur fort zum Schatten kühl, zur Wiese dort, zum Spiel du deuxième acte de l'opérette. 
La première de l'œuvre le 2 mars 1879 dans le cadre de la revue du carnaval est dirigée par son frère Eduard.

## Durée
Sa durée d'exécution est d'environ 3 minutes. Elle peut varier légèrement selon l'interprétation musicale du chef d'orchestre.

## Interprétation notable
En 1998, la pièce est jouée lors du célèbre concert du nouvel an à Vienne, sous la direction de Zubin Mehta.